# Nikola Stefanović
Nikola Stefanović (* 18. August 1991) ist ein serbischer Straßenradrennfahrer.
Nikola Stefanović wurde 2007 in Subotica serbischer Meister im Straßenrennen der Juniorenklasse. Im selben Jahr gewann er in der Jugendklasse die Einzelzeitfahren bei der nationalen Meisterschaft und bei den Balkan Championships. 2008 verteidigte er seinen Juniorentitel und wurde auch Erster im Zeitfahren dieser Altersklasse. Den Meistertitel im Zeitfahren konnte er wiederum 2009 verteidigen. Seit 2010 fährt Stefanović für das serbische Continental Team Partizan Srbija.

## Erfolge
2007
- Serbischer Meister – Straßenrennen (Junioren)

2008
- Serbischer Meister – Einzelzeitfahren (Junioren)
- Serbischer Meister – Straßenrennen (Junioren)

2009
- Serbischer Meister – Einzelzeitfahren (Junioren)

## Teams
- 2010 Partizan Srbija
- 2011 Partizan Powermove (bis 31.07.)